# Trubbskruvmossa
Trubbskruvmossa (Syntrichia latifolia) är en bladmossart som beskrevs av Hübener 1833. Trubbskruvmossa ingår i släktet skruvmossor, och familjen Pottiaceae. Arten är reproducerande i Sverige. Inga underarter finns listade i Catalogue of Life.

## Bildgalleri

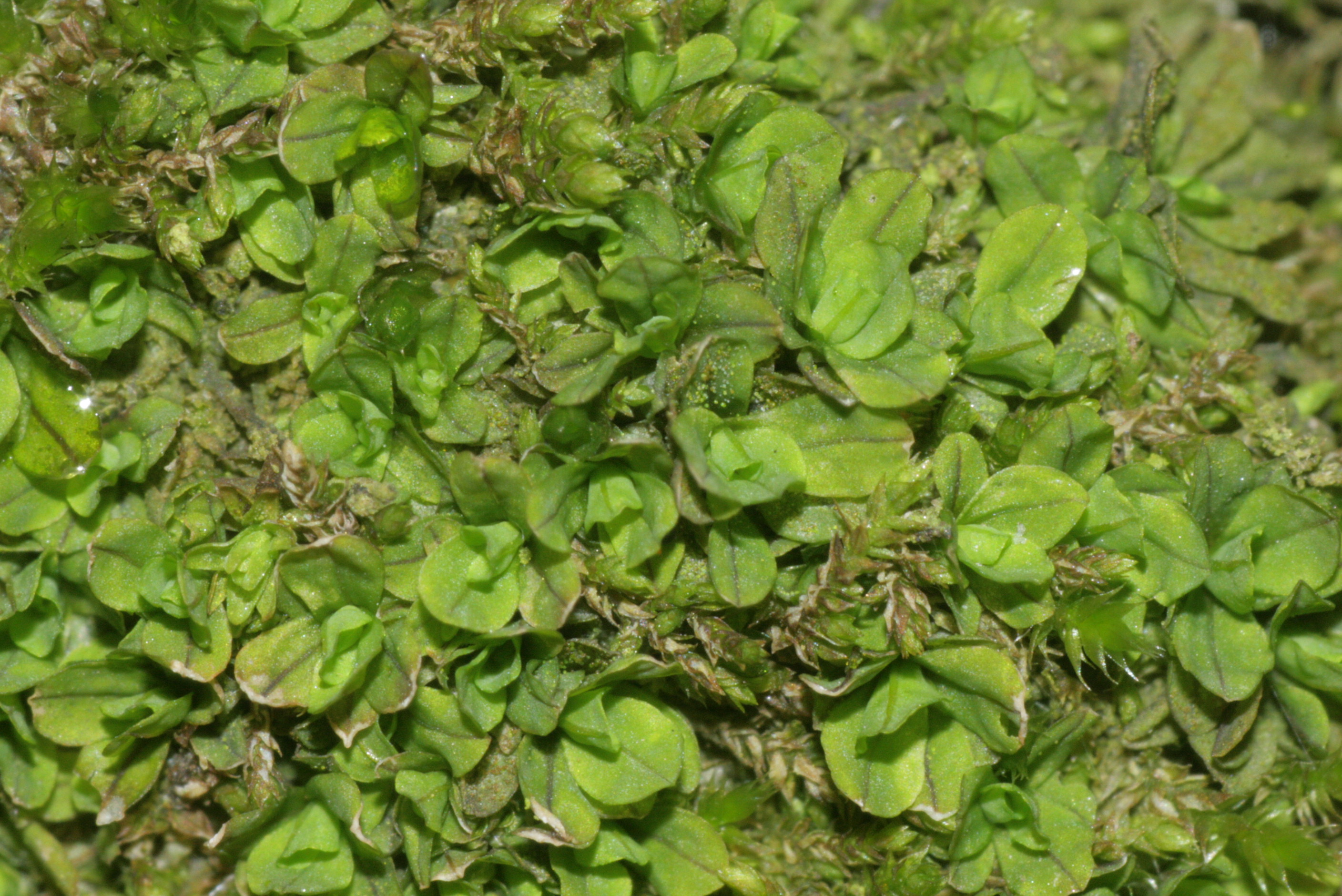
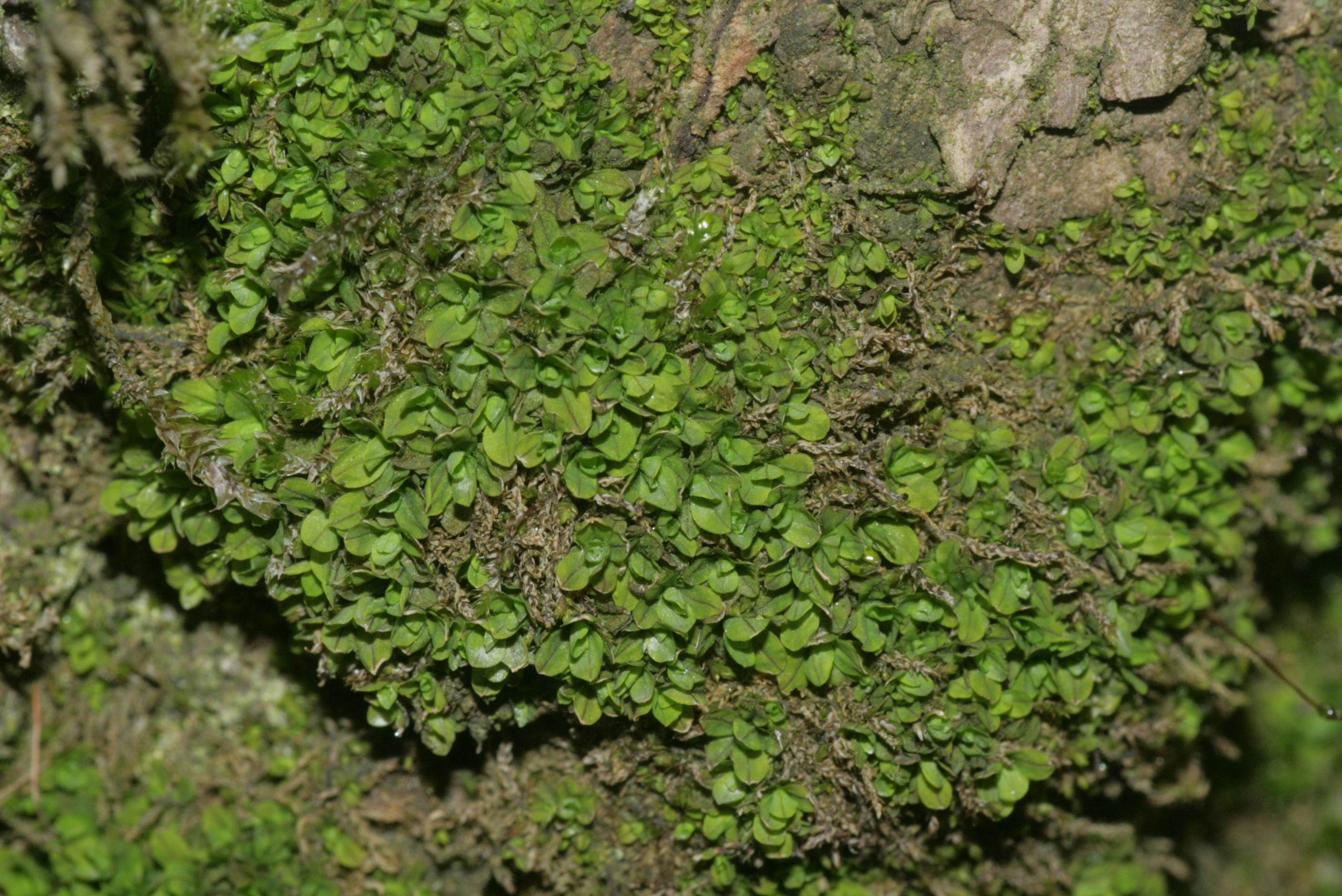
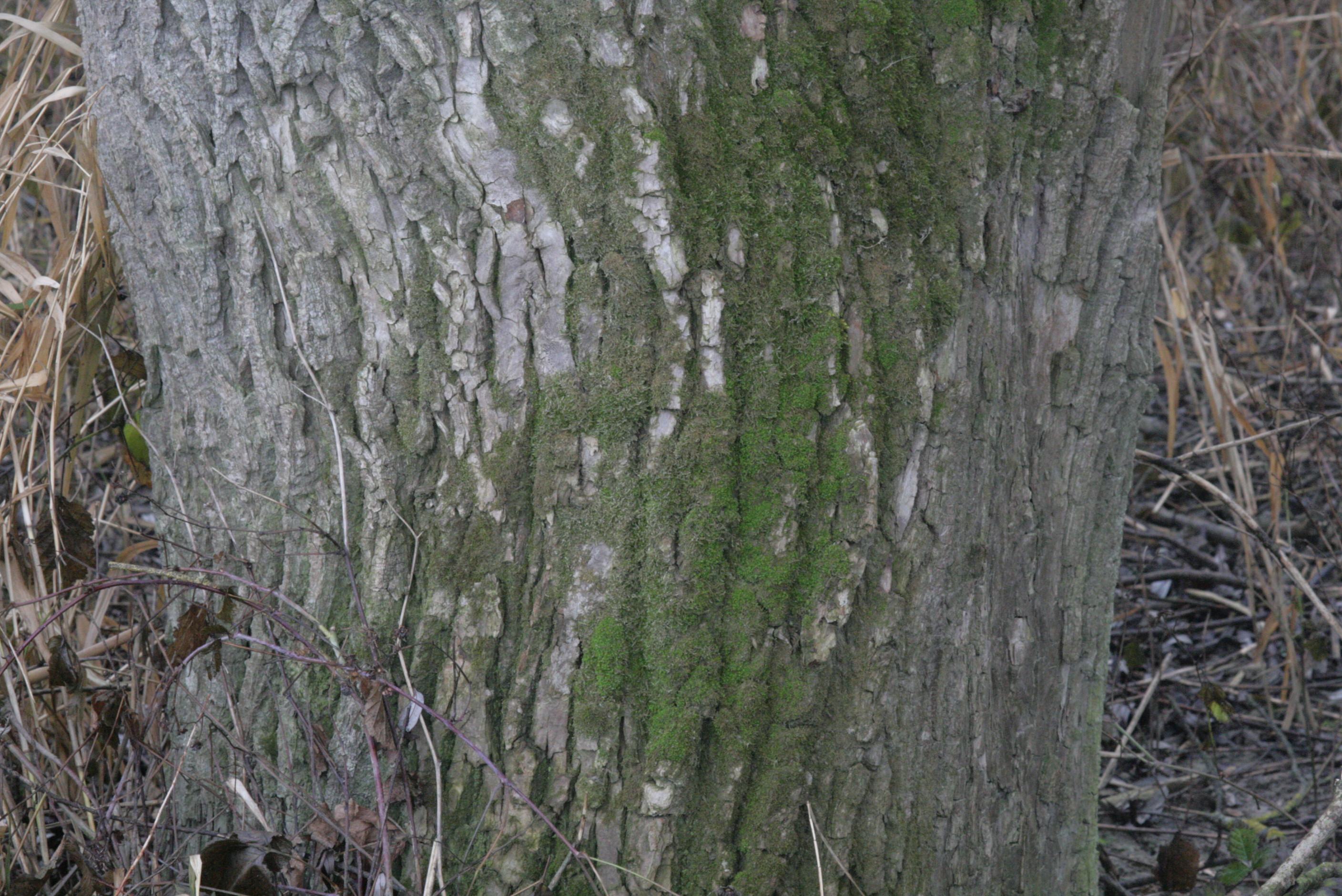
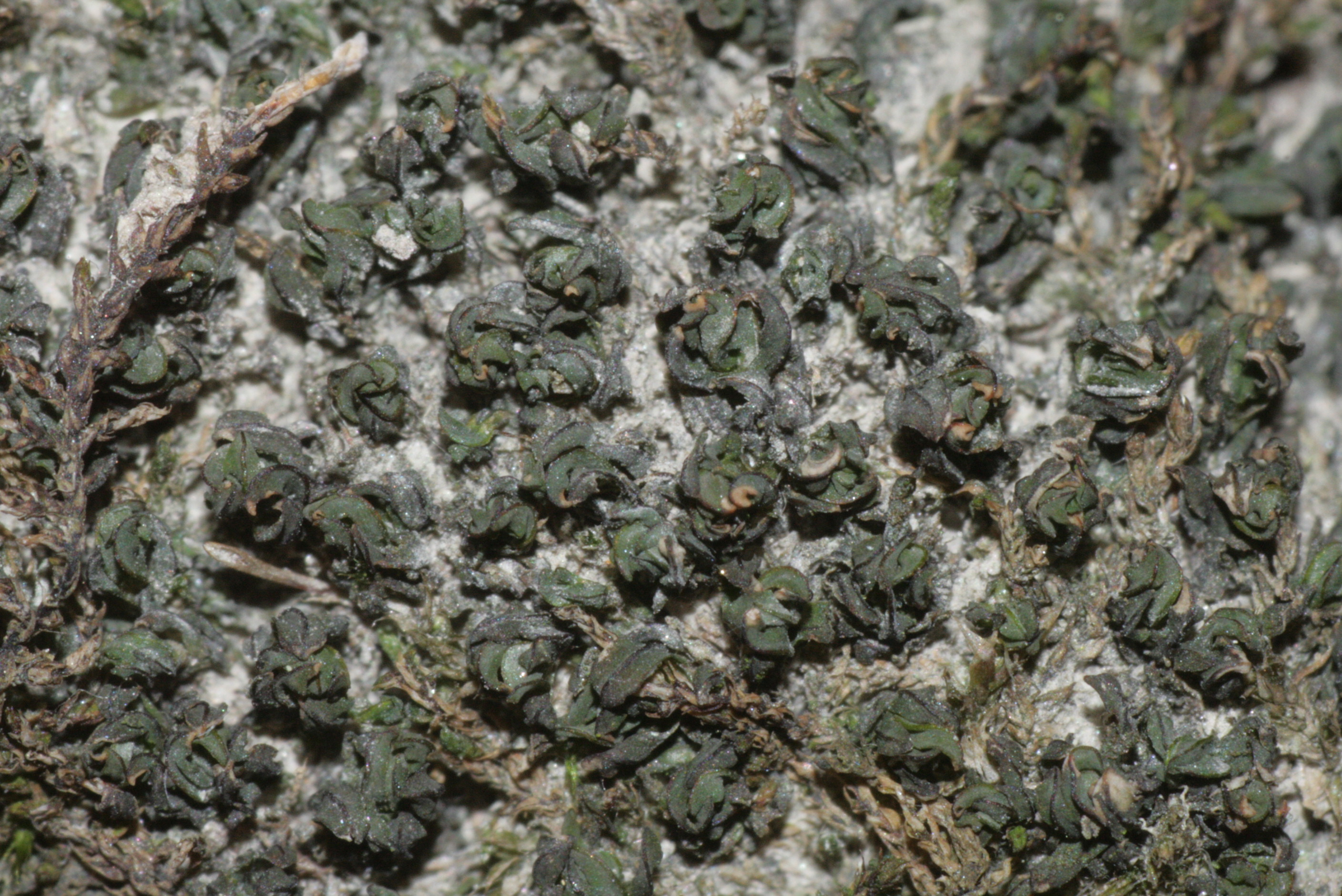